# Sixten Bladh
Karl Adolf Sixten Bladh, född 9 april 1914 i Ålems församling, Kalmar län, död 12 februari 2001 i Gävle, var en svensk arkitekt.
Efter studentexamen i Kalmar 1935 utexaminerades Bladh från Kungliga Tekniska högskolan 1940 och från Kungliga Konsthögskolan 1946. Han var anställd vid Byggnadsstyrelsen 1941, vid länsarkitektkontoret i Stockholms län 1942, vid stadsplanekontoret i Göteborgs stad 1943, vid stadsarkitektkontoret i Solna stad 1944, vid generalplanekontoret i Borås stad 1945, blev regionplanechef i Borås 1950, i Örnsköldsviks stad 1956 samt bedrev egen arkitektrörelse i Gävle från 1961. Han utarbetade bland annat general- resp. regionplaner för Borås och Örnsköldsvik.